# 勝野大
勝野 大（かつの だい、1974年11月26日 - 2025年5月3日）は、日本の元ラグビー選手。現在は高校のラグビー監督。

## プロフィール
- 長野県出身。
- ポジションはセンター（CTB）。
- 日本代表キャップは1。

## 経歴
岡谷工業高校から日本体育大学に進学。大学卒業後はトヨタ自動車へ入団、1998年度の全国社会人大会優勝に貢献。トヨタ自動車を退社後、単身海外を渡り歩き、ニュージーランド、イングランド等でプロラグビー選手としてプレー。その後、帰国し神戸製鋼に入団しプレーした。
また、2003年にはボブスレー日本代表に選出され、ドイツワールドカップに出場している。2007年に現役を引退した後、2015年に母校である岡谷工の監督に就任した。
2025年5月3日、致死性不整脈により死去。